# 鴻 (隼型水雷艇)
| 画像をアップロード |                                                             |
| 艦歴               |                                                             |
| 計画               | 明治30年度計画                                              |
| 起工               | 1903年6月14日                                               |
| 進水               | 1904年2月29日                                               |
| 就役               | 1904年6月4日                                                |
| 除籍               | 1923年12月15日                                              |
| その後             | 1923年12月15日雑役船編入、曳船兼交通船指定                  |
| 廃船               | 1926年9月15日                                               |
| 売却               | 1926年10月29日                                              |
| 性能諸元           |                                                             |
| 排水量             | 常備：152トン                                               |
| 全長               | 垂線間長：45.00m (147ft 7in 11/16)                          |
| 全幅               | 4.91m (16ft 1in 7/16)                                       |
| 吃水               | 1.45m (4ft 9in 3/32)                                        |
| 機関               | ノルマン式缶2基 直立式3気筒3段膨張レシプロ2基 2軸 4,200馬力 |
| 速力               | 28.5ノット                                                  |
| 航続距離           | 10ノットで2,000海里                                         |
| 燃料               | 石炭：28.5トン（満載）                                      |
| 乗員               | 30名                                                        |
| 兵装               | 4.7cm保式単装軽速射砲3基（推定） 45cm水上旋回式発射管3基    |

鴻（おほとり、おおとり）は、日本海軍の水雷艇で、隼型水雷艇の15番艦である。同名艦に1936年10月10日に竣工した鴻型水雷艇のネームシップ「鴻」がある。

## 艦歴
発注時の艇名は第十六号百二十噸水雷艇。1901年（明治34年）12月18日、鴻と命名。1902年（明治35年）10月31日、水雷艇に編入され等級一等となる。1903年（明治36年）6月14日、川崎造船所で起工。1904年（明治37年）2月29日に進水し同年6月4日に竣工。
日露戦争では旅順口攻撃に参戦し、日本海海戦では第十九艇隊に所属して夜戦に参加した。
1923年（大正12年）12月15日に除籍され、同日、雑役船に編入となり、曳船兼交通船に指定され海軍水雷学校所属となる。1926年（大正15年）9月15日に廃船となり、同年10月29日に売却。

## 艇長
- 小島常次郎 大尉：1923年6月30日[9] - 9月1日[10]
- 猪瀬正盛 大尉：1923年9月1日[10] -